# Van Deenen Medal
Die Van Deenen Medal (niederländisch Van Deenen penning, auch Van Deenen medaille) ist eine seit 2004 jährlich vom Institute of Biomembranes (IB) an der Universität Utrecht (Leitung Bernd Helms, Stand 2014) vergebene Auszeichnung für herausragende Biomembran-Forschung. Der Preis erinnert an Laurens van Deenen (1928–1994), einen Biomembranforscher der Universität Utrecht.
Die Preisträger halten einen Vortrag auf der jährlich vom Institut durchgeführten Konferenz für Biomembranforschung. Sie erhalten eine bronzene Medaille, die von der niederländischen Künstlerin Ine de Cock gestaltet wurde.
Erster Preisträger 2004 war der Zellbiologe Michael Sheetz von der Columbia University. Gleichzeitig wurde der langjährige Leiter des IB, Arie Verkleij, mit einem Sonderpreis ausgezeichnet. Seine Medaille wurde in Aluminium ausgeführt. Der Preisträger des Jahres 2007, Randy Schekman, wurde 2013 für die bereits mit der van Deenen Medal ausgezeichneten Forschungen mit einem Nobelpreis für Physiologie oder Medizin prämiert.

## Preisträger
- 2004 Arie Verkleij (Sonderpreis)
- 2004 Michael Sheetz
- 2005 Kai Simons
- 2006 Christian Raetz
- 2007 Randy Schekman
- 2008 Ari Helenius
- 2009 Gunnar von Heijne
- 2010 Tom Rapoport
- 2011 Pascale Cossart
- 2012 William T. Wickner
- 2013 Robin F. Irvine
- 2014 Scott D. Emr
- 2015 Daniel J. Klionsky
- 2016 James Rothman, Gerrit van Meer
- 2017 Jennifer Lippincott-Schwartz
- 2018 Peter Walter
- 2019 Wolfgang Baumeister
- 2020 Pietro De Camilli
- 2024 Carol V. Robinson[3]